# Judy Garland, la vie d'une étoile
Judy Garland, la vie d'une étoile (Life with Judy Garland: Me and My Shadows) est un téléfilm biographique américano-canadien réalisé par Robert Allan Ackerman, diffusé en 2001, avec comme actrice principale Judy Davis.

## Distribution
- Judy Davis (VF : Martine Irzenski) : Judy Garland
- Victor Garber (VF : Gabriel Le Doze) : Michael Sidney Luft
- Hugh Laurie (VF : Philippe Dumond) : Vincente Minnelli
- John Benjamin Hickey : Roger Edens
- Tammy Blanchard : Judy Garland, jeune
- Sonja Smits : Kay Thompson
- Al Waxman : Louis B. Mayer
- Marsha Mason : Ethel Gumm
- Jayne Eastwood : Lottie
- Daniel Kash : Arthur Freed
- Alison Pill : Lorna Luft, jeune
- Aidan Devine : Frank Gumm

 Source et légende : version française (VF) sur RS Doublage